# Kataklysm
Kataklysm so kanadska death metal skupina. Ustanovljeni so bili leta 1991 in ustvarjajo še danes. V svoji zgodovini so zamenjali kar nekaj članov in izdali veliko albumov.

## Zasedba

### Trenutna zasedba
- Maurizio Iacono - (vokal 1998–), bas kitara (1991–1998)
- Jean-Francois Dagenais - kitara
- Stephane Barbe - bas kitara
- Oli Beaudoin – bobni (2013–)

### Bivši člani
- Stephane Coté – kitara
- Ariel Saied Martinez – bobni
- Mark Marino – bobni
- Sylvain Houde - vokal (1991–1998)
- Nick Miller - bobni (1996–1998)
- Jean-François Richard - bobni  (2002–2003)
- Martin Maurais – bobni (2003–2005)
- Max Duhamel - bobni (1993–1995, 1998–2002, 2005–2013)

## Diskografija
- The Death Gate Cycle of Reincarnation (Cassette) (1992)
- The Mystical Gate of Reincarnation (CD/Cassette) (1993)
- Vision the Chaos (Vinyl 7``) (1994)
- Sorcery (CD/Cassette) (1995)
- Temple of Knowlegde(Digipak/CD) (1996)
- Sorcery & the Mystical Gate of Reincarnation(Classic edition/*Digipak/CD) (1998)
- Northern Hyperblast Live (CD) (1998)
- Victims of This Fallen World (CD) (1998)
- The Prophecy (Stigmata of the Immaculate) (CD) (2000)
- Epic (The Poetry of War) (2001)
- Shadows and Dust (2002)
- Serenity in Fire (2004)
- In the Arms of Devastation (2006)
- Prevail (2008)
- Heaven's Venom (2010)
- Waiting for the End to Come (2013)
- Of Ghosts and Gods (2015)
- Meditations (2018)